# Музеј воштаних фигура (ТВ серија)
„Музеј воштаних фигура” је југословенска телевизијска серија снимљена 1962. године у продукцији Телевизије Београд.

## Улоге
| Глумац                  | Улога                                  |
| ----------------------- | -------------------------------------- |
| Миодраг Петровић Чкаља  | Чувар Мита (16 еп. 1962-1963)          |
| Вера Ђукић              | Личност немог филма (16 еп. 1962-1963) |
| Ђокица Милаковић        | Прле (16 еп. 1962-1963)                |
| Жарко Митровић          | Дух Пера (16 еп. 1962-1963)            |
| Михајло Бата Паскаљевић | Личност немог филма (16 еп. 1962-1963) |
| Радмило Ћурчић          | Личност немог филма (14 еп. 1962-1963) |
| Бранка Митић            | Лутка (14 еп. 1962-1963)               |
| Миодраг Поповић Деба    | (Не) правилни Миле (14 еп. 1962-1963)  |
| Душан Крцун Ђорђевић    | (11 еп. 1962-1963)                     |
| Зоран Лонгиновић        | Лутка (11 еп. 1962-1963)               |
| Жељка Рајнер            | Личност немог филма (11 еп. 1962-1963) |
| Бранка Веселиновић      | (11 еп. 1962-1963)                     |
| Љубомир Дидић           | Гуслар (10 еп. 1962-1963)              |
| Антоније Пејић          | (10 еп. 1962-1963)                     |
| Александар Стојковић    | (9 еп. 1962-1963)                      |
| Милутин Мића Татић      | Сунд-човек (9 еп. 1962-1963)           |
| Душан Антонијевић       | (8 еп. 1962-1963)                      |
| Душан Кандић            | (8 еп. 1962-1963)                      |
| Тома Курузовић          | (8 еп. 1962-1963)                      |

 Остале улоге ▼
| Глумац              | Улога                            |
| ------------------- | -------------------------------- |
| Михајло Викторовић  | (8 еп. 1962-1963)                |
| Слободан Стојановић | (7 еп. 1962-1963)                |
| Љубиша Бачић        | (6 еп. 1962-1963)                |
| Драган Лаковић      | (6 еп. 1962-1963)                |
| Миодраг Андрић      | Личност немог филма (6 еп. 1963) |
| Богић Бошковић      | (5 еп. 1962-1963)                |
| Милан Панић         | (5 еп. 1962-1963)                |
| Радослав Грајић     | Гост (1 еп. 1962)                |
| Дубравка Нешовић    | Гошћа (1 еп. 1962)               |
| Жика Живуловић      | Гост (1 еп. 1962)                |

Комплетна ТВ екипа ▼
| Редитељ       | Радивоје Лола Ђукић    | (16 еп. 1962—1963)                       |
| Сценариста    | Бранко Ћопић           | (1 еп. 1963)                             |
| Сценариста    | Радивоје Лола Ђукић    | (12 еп. 1962—1963)                       |
| Сценариста    | Душан Кандић           | (13 еп. 1962—1963)                       |
| Сценариста    | Новак Новак            | (16 еп. 1962—1963)                       |
| Сценариста    | Бора Савић             | (8 еп. 1962—1963)                        |
| Сценариста    | Жика Живуловић         | (1 еп. 1963)                             |
| Музички одсек | Миодраг Петровић Чкаља | певач: насловна посма (16 еп. 1962—1963) |